# محمد بن عجلان بن رميثة بن أبي نمي الحسني
محمد بن عجلان بن رميثة بن أبي نمي الحسني كان أميرًا لمكة المكرمة من عام 1395 إلى عام 1396. حكم في عهد سيف الدين برقوق.
تولى محمد الإمارة يوم الخميس 8 شوال 797 هـ (29 تموز 1395م) بعد وفاة أخيه علي بن عجلان. وبقي في منصبه حتى وصول الحسن بن عجلان في أواخر ربيع الثاني سنة 798 هـ (شباط 1396م).

## ملحوظات
1. ↑  Ibn Fahd 1988، صفحة 236.
2. ↑  Ibn Fahd 1988، صفحات 242–243.